# Cheikh Mbodj
Cheikh Tidiane Mbodj (ur. 1 sierpnia 1987 w Dakarze) – senegalski koszykarz, występujący na pozycjach skrzydłowego oraz środkowego, reprezentant kraju, aktualnie zawodnik Nishinomiya Storks.
W sierpniu 2015 podpisał umowę z zespołem ze Słupska. W lipcu 2016 został zawodnikiem łotewskiego BK Windawa. 16 marca 2017 zawarł kontrakt z Polskim Cukrem Toruń.
26 czerwca 2019 dołączył do francuskiego Élan Béarnais Pau-Lacq-Orthez.
8 czerwca 2021 przedłużył umowę z Nishinomiya Storks, występującym w II lidze japońskiej.

## Osiągnięcia
Stan na 8 czerwca 2021, na podstawie, o ile nie zaznaczono inaczej.
College
- Zawodnik Roku Północnego Teksasu NJCAA (2011)
- Zaliczony do składu NJCAA All-America Honorable Mention Team (2011)

Drużynowe
- Mistrz Włoch (2015)
- Wicemistrz Polski (2017[10], 2019[11])
- Brązowy medalista mistrzostw Polski (2016[12], 2018)
- Zdobywca:
  - pucharu:
    - Włoch (2015)
    - Polski (2018)

  - Superpucharu Polski (2018)[13]
- Uczestnik rozgrywek:
  - Euroligi (2014/15)
  - Eurocup (2014/15)
  - Ligi Mistrzów (2016/2017)

Indywidualne
(* – wyróżnienia przyznane przez portale eurobaket.com, afrobasket.com)
- Zaliczony do:
  - III składu TBL (2016[14], 2019[15] – przez dziennikarzy)
  - składu honorable mention japońskiej II ligi (2021)*[5]
- Lider EBL w blokach (2019)

Reprezentacja
- Brązowy medalista mistrzostw Afryki (2017)
- Uczestnik:
  - mistrzostw Afryki (2015 – 4. miejsce, 2017)
  - kwalifikacji do:
    - igrzysk olimpijskich (2016)
    - Afrobasketu (2007)